# ریحان عرباجولو
ریحان عرباجولو (انگلیسی: Reyhan Arabacıoğlu؛ زادهٔ۱۹۸۰) وزنه‌بردار اهل ترکیه است.
وی در مسابقات کشوری و بین‌المللی در مجموع برندهٔ ۲ مدال نقره، ۳ مدال برنز شده‌است.